# Internationale Filmfestspiele von Cannes 2007
Die 60. Internationalen Filmfestspiele von Cannes fanden vom 16. Mai bis zum 27. Mai 2007 statt. Das Filmfestival wurde mit Wong Kar-wais Wettbewerbsbeitrag My Blueberry Nights eröffnet und endete mit Denys Arcands Komödie L’Âge des ténèbres, die außerhalb des Wettbewerbs gezeigt wurde. Der wichtigste Preis, die Goldene Palme für den besten Spielfilm, ging an Cristian Mungius 4 Monate, 3 Wochen und 2 Tage.

## Wettbewerbsjury

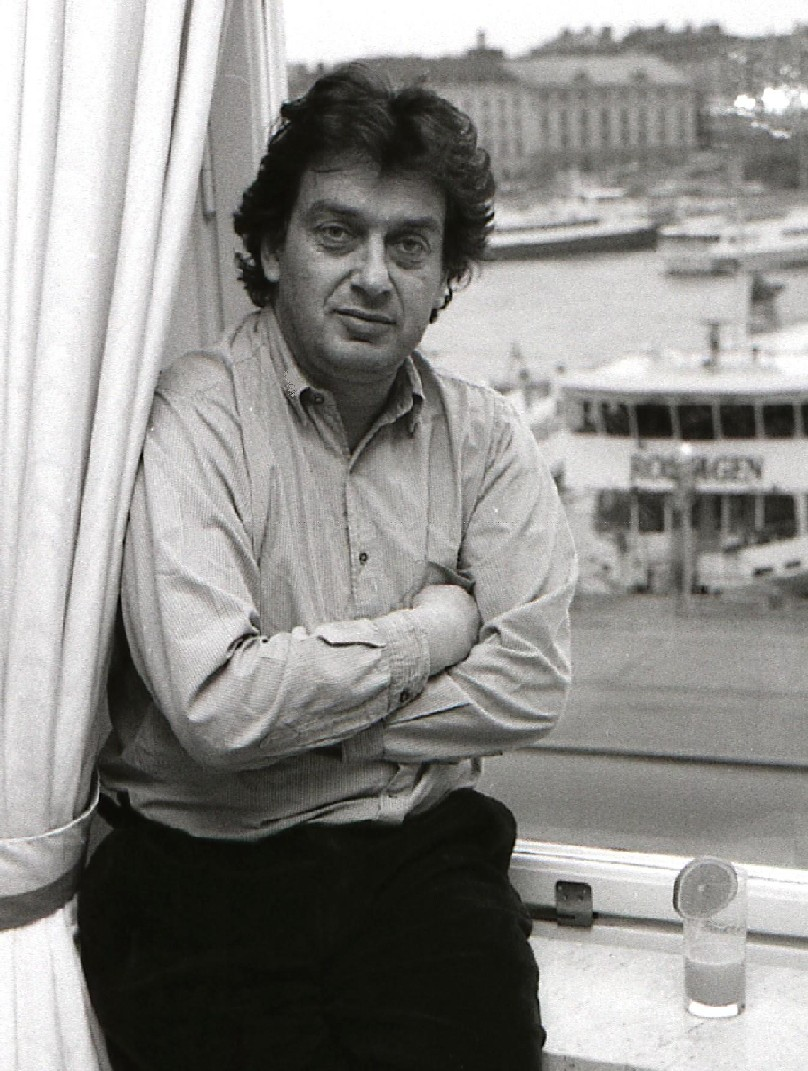
Jurypräsident im Jahr 2007: der britische Regisseur Stephen Frears

Als Nachfolger des Jurypräsidenten Wong Kar-wai im Jahr 2006 wurde am 11. Januar 2007 der Regisseur Stephen Frears präsentiert. Der Brite, der zuletzt das oscarprämierte Drama Die Queen inszenierte, hatte 1987 und 1996 mit seinen Filmen Prick Up Your Ears und Fisch & Chips im Wettbewerb um die Goldene Palme gestanden. Ihm standen acht Jurymitglieder zur Seite, darunter sieben Filmschaffende:
- Marco Bellocchio – italienischer Regisseur
- Maggie Cheung – Hongkonger Schauspielerin (Darstellerpreis in Cannes 2004)
- Toni Collette – australische Schauspielerin
- Maria de Medeiros – portugiesische Schauspielerin und Regisseurin
- Orhan Pamuk – türkischer Schriftsteller und Nobelpreisträger
- Michel Piccoli – französischer Schauspieler und Regisseur (Darstellerpreis in Cannes 1980)
- Sarah Polley – kanadische Schauspielerin und Regisseurin
- Abderrahmane Sissako – mauretanischer Regisseur

Die deutsche Schauspielerin Diane Kruger moderierte als Gastgeberin (maîtresse de cérémonie) die Auftaktzeremonie am 16. Mai sowie die Preisgala am 27. Mai.

## Wettbewerbsfilme
Der künstlerische Leiter der Filmfestspiele von Cannes, Thierry Frémaux, gab am 19. April 2007 auf einer Pressekonferenz in Paris die 22 Spielfilmproduktionen bekannt, die im Rennen um die Goldene Palme vertreten sind, drei mehr als im vergangenen Jahr. Joel Coen (No Country for Old Men), Emir Kusturica (Promise Me This), Quentin Tarantino (Grindhouse – Death Proof) und Gus Van Sant (Paranoid Park) waren bereits in der Vergangenheit mit ihren Filmen erfolgreich. Kusturica zum fünften Mal in Cannes vertreten, hätte mit Promise Me This (Originaltitel: Zavet) Filmgeschichte schreiben können. Noch nie hatte ein Regisseur drei Mal in Cannes die Goldene Palme gewonnen. Kusturica hatte sie 1985 für Papa ist auf Dienstreise und 1995 für Underground erhalten. Aus deutscher Sicht ruhten die Hoffnungen auf Fatih Akin. Der deutsch-türkische Regisseur konkurrierte mit Auf der anderen Seite, dem zweiten Teil seiner „Liebe, Tod und Teufel“-Trilogie. Das Drama erzählt die Geschichte von sechs Menschen, darunter die illegal in Deutschland lebende Politaktivistin Ayten (Nurgül Yeşilçay), die sich in die gleichaltrige Charlotte (Patrycia Ziolkowska) verliebt. Dem gegenüber steht der introvertierte, türkischstämmige Germanistikprofessor Nejat (Baki Davrak), der versucht, mit der Lebensgefährtin seines Vaters anzubändeln. Zuletzt war der Deutsche Wim Wenders 2005 erfolglos mit Don’t Come Knocking im Wettbewerb vertreten. Akins Trilogie-Erstling Gegen die Wand hatte ihm auf den Filmfestspielen von Berlin 2004 den Goldenen Bären eingebracht.

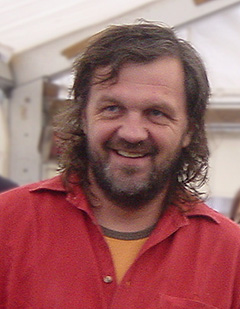
Zum fünften Mal im Wettbewerb von Cannes vertreten: Emir Kusturica mit Promise Me This

Aus Österreich wurde Ulrich Seidls Film Import Export berücksichtigt, der vom Leben der ukrainischen Krankenschwester Olga und dem Wiener Paul berichtet. Die beiden Arbeitslosen suchen ihr Glück in der jeweils anderen Region, Olga im Westen, Paul im Osten. David Fincher nahm sich mit Zodiac – Die Spur des Killers des gleichnamigen, nie gefassten Serienmörders an, der Ende der 1960er-Jahre San Francisco in Angst und Schrecken versetzte. Finchers Landsmann Julian Schnabel hatte sich als Hauptfigur für seinen Film Schmetterling und Taucherglocke den ehemaligen Herausgeber der französischen Elle, Jean-Dominique Bauby (1952–1997) ausgesucht, der 1995 im Alter von 43 Jahren einen Schlaganfall erlitt. Dieser lähmte fast seinen gesamten Körper und ließ ihm nur das linke Auge als Kommunikationsmittel, mit dem er seine Memoiren verfasste. In der Hauptrolle des am Locked-in-Syndrom leidenden Bauby agierte der preisgekrönte französische Schauspieler und Regisseur Mathieu Amalric, nachdem zuvor der US-Amerikaner Johnny Depp für den Part gehandelt worden war.
Mit Persepolis schaffte es auch ein Animationsfilm in den Wettbewerb von Cannes. Die Iranerin Marjane Satrapi verfilmte gemeinsam mit dem französischen Regisseur Vincent Paronnaud ihr gleichnamiges Comic, das ihre Kindheit im Iran und ihre Jugendjahre in Wien und Teheran zum Thema hat. Als Sprecher konnten unter anderem so renommierte Akteure wie Catherine Deneuve, Gena Rowlands oder Danielle Darrieux gewonnen werden. Auch umstrittene Regisseure wie Catherine Breillat (Une vieille maitresse) oder Carlos Reygadas (Stellet Licht) wurden berücksichtigt, während Wong Kar-wais My Blueberry Nights das Festival eröffnete. Die US-amerikanische Sängerin Norah Jones feierte in dem englischsprachigen Roadmovie ihr Filmdebüt, in dem sie neben so renommierten Schauspielern wie Jude Law, David Strathairn, Tim Roth, Natalie Portman, Ed Harris und Oscar-Preisträgerin Rachel Weisz agierte.
Von den 22 Regisseure waren 13 das erste Mal mit ihren Filmen in Cannes vertreten, was die Berliner Zeitung den Bemühungen Frémaux’ anrechnete, das Filmfestival zu verjüngen und auf den ästhetischen Diskurs auszurichten. „Für das Jubiläum haben wir es vorgezogen Erbe mit Modernität zu mischen, wohlbekannte Namen mit Nachwuchs“, so Gilles Jacob, Festivalspräsident von Cannes, auf der Pressekonferenz in Paris. Dies symbolisierte auch das offizielle Festivalplakat, auf dem Pedro Almodóvar, Juliette Binoche, Jane Campion, Souleymane Cissé, Penélope Cruz, Gérard Depardieu, Samuel L. Jackson, Bruce Willis und Wong Kar-wai in verschiedenen Sprungposen zu sehen waren. Die Fotocollage verwendete Porträts von Alex Majoli, die bei den letztjährigen Filmfestspielen entstanden.

### Spielfilme
| Filmtitel                     | Regisseur                         | Produktionsland                     | Darsteller (Auswahl)                                                                        |
| 4 luni, 3 săptămâni și 2 zile | Cristian Mungiu                   | Rumänien                            | Anamaria Marinca, Vlad Ivanov, Laura Vasiliu                                                |
| Alexandra                     | Alexander Sokurow                 | Russland                            | Galina Wischnewskaja                                                                        |
| Auf der anderen Seite         | Fatih Akin                        | Deutschland, Türkei                 | Patrycia Ziółkowska, Baki Davrak, Nurgül Yeşilçay, Hanna Schygulla, Nursel Köse             |
| Breath                        | Kim Ki-duk                        | Südkorea                            | Kim Ki-duk, Chen Chang                                                                      |
| Les Chansons d’amour          | Christophe Honoré                 | Frankreich                          | Louis Garrel, Ludivine Sagnier, Chiara Mastroianni                                          |
| Grindhouse – Death Proof      | Quentin Tarantino                 | USA                                 | Kurt Russell, Rosario Dawson, Vanessa Ferlito                                               |
| Import Export                 | Ulrich Seidl                      | Österreich                          | Paul Hofmann, Ekaterina Rak, Michael Thomas                                                 |
| Die Verbannung                | Andrei Swjaginzew                 | Russland                            | Konstantin Lawronenko, Maria Bonnevie, Dmitri Uljanow                                       |
| The Man from London           | Béla Tarr                         | Frankreich, Deutschland, Ungarn, UK | Miroslav Krobot, Tilda Swinton, János Derszi                                                |
| Der Wald der Trauer           | Naomi Kawase                      | Japan                               | Shigeki Uda, Machiko Ono, Makiko Watanabe                                                   |
| My Blueberry Nights*          | Wong Kar-wai                      | Hong Kong, China, Frankreich        | Norah Jones, Jude Law, David Strathairn, Tim Roth, Natalie Portman, Ed Harris, Rachel Weisz |
| No Country for Old Men        | Ethan Coen Joel Coen              | USA                                 | Tommy Lee Jones, Javier Bardem, Josh Brolin, Woody Harrelson, Kelly Macdonald               |
| Paranoid Park                 | Gus Van Sant                      | Frankreich, USA                     | Gabe Nevins, Taylor Momsen, Jake Miller, Daniel Liu                                         |
| Persepolis                    | Vincent Paronnaud Marjane Satrapi | Frankreich                          | Animationsfilm                                                                              |
| Promise Me This               | Emir Kusturica                    | Serbien, Frankreich                 | Uros Milovanovic, Marija Petronijevic                                                       |
| Le scaphandre et le papillon  | Julian Schnabel                   | Frankreich, USA                     | Mathieu Amalric, Emmanuelle Seigner, Marie-Josée Croze                                      |
| Secret Sunshine               | Chang-dong Lee                    | Südkorea                            | Kang-ho Song, Do-yeon Jeon                                                                  |
| Stellet Licht                 | Carlos Reygadas                   | Mexiko, Frankreich                  | Cornelio Wall, Miriam Toews, Maria Pankratz                                                 |
| Tehilim                       | Raphaël Nadjari                   | Frankreich, Israel                  | Michael Moshonov, Limor Goldstein, Shmuel Vilozni                                           |
| Une vieille maitresse         | Catherine Breillat                | Frankreich                          | Asia Argento, Yolande Moreau, Michael Lonsdale                                              |
| We Own the Night              | James Gray                        | USA                                 | Joaquin Phoenix, Mark Wahlberg, Robert Duvall, Eva Mendes                                   |
| Zodiac                        | David Fincher                     | USA                                 | Jake Gyllenhaal, Robert Downey Jr., Mark Ruffalo                                            |

* = Eröffnungsfilm

## Preisträger
- Goldene Palme (Palme d’or) für den besten Film: 4 Monate, 3 Wochen und 2 Tage von Cristian Mungiu
- Goldene Palme (Palme d’or) für den besten Kurzfilm: Ver Llover von Elisa Miller
- Großer Preis der Jury (Grand Prix): Der Wald der Trauer von Naomi Kawase
- Preis der Jury (Prix du Jury): Persepolis von Marjane Satrapi und Vincent Paronnaud sowie Stellet Licht von Carlos Reygadas
- Beste Regie: Julian Schnabel für Schmetterling und Taucherglocke
- Bester Darsteller: Konstantin Lawronenko für Isgnanije
- Beste Darstellerin: Do-yeon Jeon für Secret Sunshine
- Bestes Drehbuch: Auf der anderen Seite von Fatih Akin
- Caméra d’Or für den besten Debütfilm: Jellyfish – Vom Meer getragen (Meduzot) von Etgar Keret und Shira Geffen
- Spezialpreis zum 60. Jubiläum des Festivals: Gus Van Sant für Paranoid Park.
- Preis der Ökumenischen Jury (Prix du scénario): Auf der anderen Seite von Fatih Akin
- FIPRESCI-Preis: 4 Monate, 3 Wochen und 2 Tage von Cristian Mungiu
- Lobende Erwähnung der CICAE Jury Cannes für Gegenüber von Jan Bonny

## Un Certain Regard, Cinema Master ClassundCinéfondation
Als Jurypräsidentin der Reihe Un Certain Regard wurde die französische Filmregisseurin Pascale Ferran berufen. Unter den 16 Teilnehmern dieser Sektion befanden sich acht Regiedebütanten. Ferran, die zuletzt durch die preisgekrönte Literaturverfilmung Lady Chatterley (2006) auf sich aufmerksam machte, war 1990 mit Le Baiser im Kurzfilmwettbewerb von Cannes von Cannes vertreten und hatte das Filmskript zu Arnaud Desplechins Thriller Die Wache verfasst, der 1992 als bester Spielfilm für die Goldene Palme nominiert war.
Der US-amerikanische Regisseur Martin Scorsese, der in diesem Jahr für sein Gangsterepos Departed – Unter Feinden den Regie-Oscar erhielt, hielt genauso wie seine Kollegen Stephen Frears, Wong Kar-wai, Nanni Moretti und Sydney Pollack während der Filmfestspiele eine „Cinema Master Class“ ab, in der er auf seine Arbeit als Filmemacher einging. Scorsese gab auch die Gründung der World Cinema Foundation bekannt, eine Organisation, die sich ähnlich wie die Cinémathèque française der Aufbewahrung und Restaurierung bekannter Spielfilme verschreibt. Zudem überreichte der Gewinner der Goldenen Palme von 1976 auf der Preisgala die Goldene Kamera für den besten Debütfilm des Festivals.
Außerhalb des Wettbewerbs wurden unter anderem Michael Moores neuer Dokumentarfilm Sicko, Steven Soderberghs Ocean’s Thirteen und Michael Winterbottoms A Mighty Heart aufgeführt. Moore prangert nach den US-amerikanischen Waffengesetzen in Bowling for Columbine und der Terrorpolitik der US-Regierung in Fahrenheit 9/11 das US-amerikanische Gesundheitswesen an. Soderberghs Film ist eine Fortsetzung von Ocean’s Eleven (2001) und Ocean’s 12 (2004) und stellt erneut George Clooney in den Mittelpunkt, der sich gemeinsam unter anderem mit Brad Pitt und Matt Damon krummen Geschäften in der Casino-Metropole Las Vegas widmet. Winterbottoms Drama handelt von der US-Amerikanerin Mariane Pearl (gespielt von Angelina Jolie), die sich in Pakistan auf die Suche nach ihrem verschollenen Ehemann Daniel macht, der dort für das Wall Street Journal nach Informationen über den britischen Terroristen Richard Reid recherchiert hatte.
Für die 2005 ins Leben gerufene Reihe Cinéfondation wurden fünfzehn Regiearbeiten aus fünfzehn verschiedenen Ländern ausgewählt, darunter auch Serviam, der zweite Spielfilm der Österreicherin Ruth Mader. Das Programm hilft jungen Filmstudenten bei der Förderung und Fertigstellung ihrer Projekte.